# Chaseret

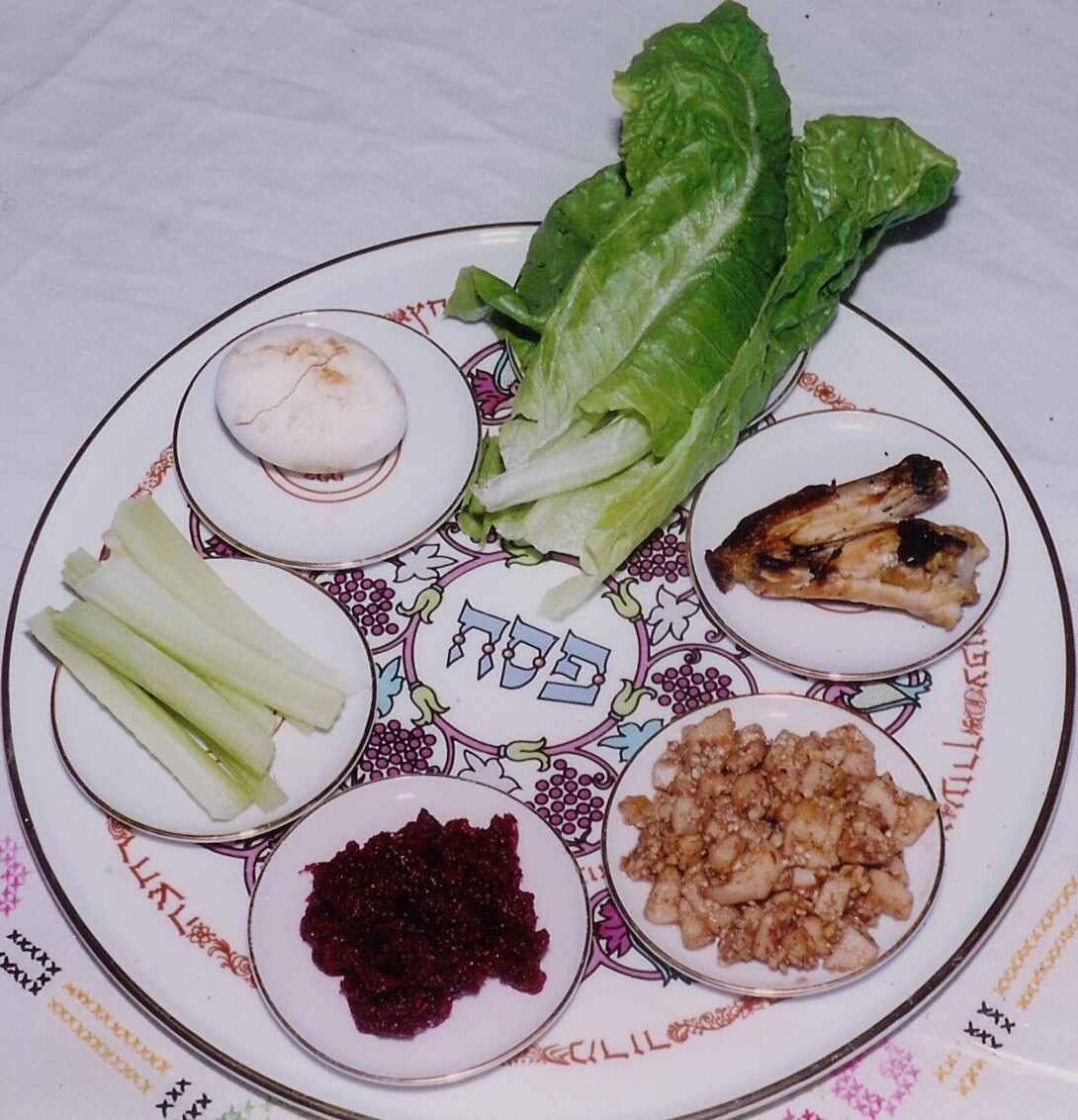
Der Sederteller im Uhrzeigersinn oben beginnend: Maror, Seroa, Charosset, Chaseret, Karpas, Beitzah

Chaseret (hebräisch חזרת, deutsch: Meerrettich) ist eine der sechs vorgeschriebenen Speisen auf dem Sederteller, Maror, Seroa, Charosset, Chaseret, Karpas, Beitzah. Sie wird am Sederabend zu Beginn von Pessach auf den festlich gedeckten Tisch gestellt. Chaseret ist neben Maror (מָרוֹר) die zweite Sorte an bitteren Kräutern, die am Seder an Pessach gegessen werden, was auf das biblische Gebot „Mit bitteren Kräutern sollen sie es essen“ beruht (Exodus 12: 8). Es steht für das Exil, das für die Israeliten in bitterer Sklaverei endete.
Während in der Vergangenheit heimischer Salat bitter war, sind moderne Sorten wie Eisbergsalat und Römersalat nur noch leicht oder gar nicht bitter. Am häufigsten verwendet wird Römersalat, weil er noch einen leicht bitteren Geschmack behält, obwohl alle einheimischen Sorten zulässig sind.
Römersalat ist zunächst nicht bitter, wird aber später bitter, was in Bezug auf die Erfahrungen der Juden als Sklaven in Ägypten Symbolkraft besitzt. Die spätere Bitterkeit von Salat bezieht sich auf die Tatsache, dass Salatpflanzen bitter werden, nachdem sie geblüht haben.
Die Chaseret wird zusammen mit dem Maror gegessen und gehört ebenso wie die Matze zum sogenannten „Pessach-Sandwich“, bei dem der Maror inmitten zweier Matzestücke in Form eines „Sandwiches“ gegessen wird. Es wird auch Hillel-Sandwich – nach dem berühmten Rabbiner Hillel aus der Zeit vor der Zerstörung des zweiten Tempels – genannt. Auf einem Sederteller, der nur fünf Vertiefungen hat, liegt die Chaseret zusammen mit dem Maror in einer Vertiefung.